# Asolo
Asolo är en liten bergsstad och kommun i provinsen Treviso i regionen Veneto i norra Italien. Staden är känd som "Trevisos pärla", och på grund av sitt läge i bergen "Staden med hundra horisonter".
Asolo är omgivet av ringmurar och torn samt har ruiner efter antika badhus och vattenledningar. I stadshuset finns Canovas förstlingsarbete, "Orfeus och Eurydike". I omgivningen ligger Barco, ett gammalt slott, där Caterina Cornaro, drottning av Cypern, höll ett lysande hov under åren 1489–1510.

## Historia
Staden beboddes ursprungligen av veneter, och omnämndes av Plinius den äldre som Acelum.
Under tidig medeltid lydde staden under biskoparna i Treviso, och ägdes av släkten Ezzelino.
Senare blev Asolo huvudstad i det feodala länet Asolo, som av Republiken Venedig gavs till Caterina Cornaro, den forna drottningen av Cypern. År 1489 förlänades hon det på livstid, men år 1509, när staden erövrades och plundrades av Ligan i Cambrai flydde Caterina i exil, och dog i Venedig ett år senare. Under hennes regeringstid tillhörde målaren Gentile Bellini och den humanistiske kardinalen Pietro Bembo hovet.
År 1798 byggde den italienske impressarion Antonio Locatelli Asolos teater i den före detta audienshallen i Caterina Cornaros slott. Teatern köptes senare av delstaten Florida åt John and Mable Ringling Museum of Art. Teatern packades ihop och skeppades till Sarasota, Florida, och sattes upp i ett av museets gallerier år 1952. Man beslutade att teatern skulle byggas upp och bli en fungerande teater på museiområdet i slutet av 50-talet. Den nybyggda teatern öppnades år 1958, och är nu hem för Asolo Repertory Theatre och Florida State University/Asolo Conservatory for Actor Training.
Staden har även haft invånare som den engelske poeten Robert Browning, skådespelerskan Eleonora Duse, upptäckaren Freya Stark, violinisten Wilma Neruda och kompositören Gian Francesco Malipiero.